# Amblin Entertainment
Amblin Entertainment is een Amerikaans filmproductiebedrijf, opgericht in 1980 door de Amerikaanse regisseur Steven Spielberg, en filmproducenten Kathleen Kennedy en Frank Marshall. Sinds 15 december 2015 is het bedrijf een dochteronderneming van Amblin Partners. Het bedrijf werd genoemd naar Amblin', Spielberg's eerste commerciële film.

## Geschiedenis
Amblin Entertainment werd in 1980 opgericht door Steven Spielberg, samen met filmproducenten Kathleen Kennedy en Frank Marshall en heeft zijn hoofdkantoor op de terreinen van Universal. 
Sinds 15 december 2015 is het bedrijf ondergebracht onder Amblin Partners, dat vanaf dan optreedt als moedermaatschappij van het productiehuis. Sinds de overname wordt Amblin Entertainment door Amblin Partners gebruikt als label voor familie-vriendelijke films.

## Filmografie (selectie)
| Releasedatum     | Titel                                               |
| ---------------- | --------------------------------------------------- |
| 11 juni 1982     | E.T. the Extra-Terrestrial                          |
| 3 juli 1985      | Back to the Future                                  |
| 22 juni 1988     | Who Framed Roger Rabbit                             |
| 22 november 1989 | Back to the Future Part II                          |
| 25 mei 1990      | Back to the Future Part III                         |
| 11 december 1991 | Hook                                                |
| 11 juni 1993     | Jurassic Park                                       |
| 15 december 1993 | Schindler's List                                    |
| 19 mei 1997      | The Lost World: Jurassic Park                       |
| 2 juli 1997      | Men in Black                                        |
| 17 juli 1998     | The Mask of Zorro                                   |
| 24 juli 1998     | Saving Private Ryan                                 |
| 18 juni 2004     | The Terminal                                        |
| 29 juni 2004     | War of the Worlds                                   |
| 28 oktober 2005  | The Legend of Zorro                                 |
| 10 juni 2011     | Super 8                                             |
| 21 december 2011 | The Adventures of Tintin: The Secret of the Unicorn |
| 25 december 2011 | War Horse                                           |
| 9 november 2012  | Lincoln                                             |
| 12 juni 2015     | Jurassic World                                      |
| 15 oktober 2015  | Bridge of Spies                                     |
| 1 juli 2016      | The BFG                                             |
| 17 juni 2025     | Jurassic World Rebirth                              |